# Atlético Petróleos de Luanda (basket-ball)
Pour les articles homonymes, voir Atlético Petróleos de Luanda.
L'Atlético Petróleos de Luanda, dit Petro Atlético est un club angolais de basket-ball.

## Historique
En 2021, le club termine troisième de la saison inaugurale de Ligue africaine de basket-ball.

## Palmarès
International
- Vainqueur de la Coupe d'Afrique des Champions (2) : 2006, 2015
  - Vice-champion (6) : 1994, 1999, 2000, 2007, 2009, 2012
- Finaliste de la Coupe d'Afrique des vainqueurs de coupe en 2001
- Vainqueur de la Ligue africaine de basket-ball en 2024
- Finaliste de la Ligue africaine de basket-ball en 2022 et 2025
- Troisième de la Ligue africaine de basket-ball en 2021

National
- Champion d'Angola (14) : 1989, 1990, 1992, 1993, 1994, 1995, 1998, 1999, 2006, 2007, 2011, 2015, 2019, 2021
- Vainqueur de la Coupe d'Angola (12) : 1990, 1991, 1994, 1996, 1997, 1998, 2000, 2001, 2004, 2007, 2013, 2014
- Vainqueur de la Super Coupe d'Angola (7) : 1994, 1995, 1996, 1997, 2006, 2015, 2023

## Entraîneurs successifs
- Mario Palma
- Waldemiro Romero
- Paulo Jorge
- Victorino Cunha
- Nuno Texeira
- Raul Duarte
- Alberto Carvalho

## Joueurs célèbres ou marquants
- Milton Barros
- Víctor de Carvalho
- Albano Fernando Jorge
- Eduardo Mingas
- Carlos Morais
- Edmar Victoriano "Baduna"
- Antonio Eduardo Da Silva "Grants"
- Shannon Crooks
- Fredderich Gentry